# کاکائو کورپوریشن
کاکائو کورپوریشن (کره‌ای: 카카오) شرکت فناوری اطلاعات کره‌ای است، که در سال ۲۰۱۰ تاسیس شد.